# اورکنی اسپرینگز (ویرجینیا)
اورکنی اسپرینگز (به انگلیسی: Orkney Springs) یک منطقهٔ مسکونی در ایالات متحده آمریکا است که در شهرستان شنندوا، ویرجینیا واقع شده‌است.